# Una donna dimentica
Una donna dimentica (Remember?) è un film del 1939 diretto da Norman Z. McLeod.
È una commedia a sfondo romantico statunitense con Robert Taylor, Greer Garson, Lew Ayres, Billie Burke e Reginald Owen.

## Produzione
Il film, diretto da Norman Z. McLeod su una sceneggiatura e un soggetto di Corey Ford e dello stesso McLeod, fu prodotto da Milton H. Bren per la Metro-Goldwyn-Mayer e girato nei Metro-Goldwyn-Mayer Studios a Culver City, California, dall'agosto 1939.

## Distribuzione
Il film fu distribuito con il titolo Remember? negli Stati Uniti dal novembre 1939 al cinema dalla Loew's.
Altre distribuzioni:
- in Svezia il 4 novembre 1940 (Minns du?)
- in Portogallo l'8 aprile 1941 (Três sem Juízo)
- in Brasile (O Noivo de Minha Noiva)
- in Italia (Una donna dimentica)